# Moehringia lebrunii
Moehringia lebrunii är en nejlikväxtart som beskrevs av Hermann Merxmüller. Moehringia lebrunii ingår i släktet skogsnarvar, och familjen nejlikväxter. Inga underarter finns listade i Catalogue of Life.